# Французская живопись
Францу́зская жи́вопись — живопись населения Франции.
О кельтской живописи нам ровно ничего неизвестно, а от галльско-римского периода во Франции дошли до нас только кое-какие фрагменты мозаик. Равным образом и от живописи времён франкийской монархии не сохранилось ничего, кроме миниатюр в тогдашних рукописях. Вообще, из всех отраслей искусства средневековой Франции, живопись — самая бедная количеством сохранившихся памятников.

## Фрески и миниатюры
Первыми её произведениями в этой стране, как и везде, были не станковые картины, а изображения, писанные на стенах, и миниатюры. Большинство средневековых церквей, теперь сплошь выбеленных, были в своё время покрыты по внутренним стенам обширными композициями, писанными a fresco или темперой; но из всех этих церквей, St. Savin в Пуату — едва ли не единственная, в которой ещё существуют, хотя сильно повреждённые, грубо исполненные фрески XI и XII столетий.
Что касается миниатюр, то ими усердно занимались во Франции со времён Карла Великого, помещая их сперва в богослужебных книгах и молитвенниках, а потом и в других рукописях. Постепенно развиваясь, живопись миниатюр достигла высокого совершенства при Людовике XI в работах его придворного живописца Жана Фуке Турского и его школы, как можно убедиться в том, любуясь прелестными иллюстрациями молитвенников Анны Бретонской и короля Рене в парижской Национальной библиотеке. Яркий представитель искусства миниатюры конца XV века — Робине Тестар (среди наиболее значительных его работ — «Нравоучительная книга о шахматах любви», манускрипт, созданный для графини Луизы Савойской в конце XV века).

## Витражи

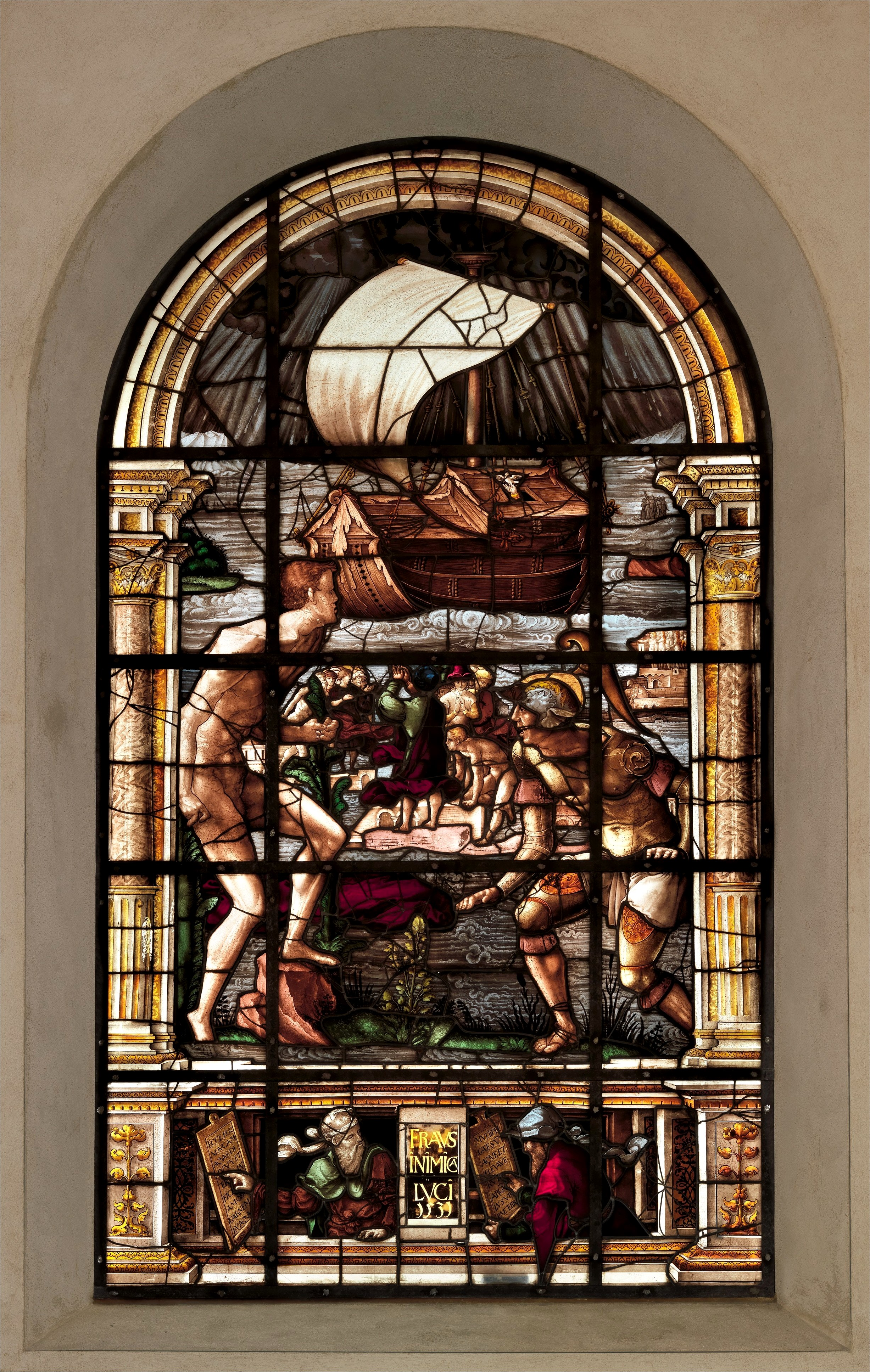
Валентин Буш. Витраж «Потоп» из серии «Скрижали Завета». 3,61×1,7 м, Музей Метрополитен. Выполнен в 1531 году для бенедиктинского монастыря Св. Фирмина во Флавиньи-сюр-Мозель в Лотарингии.

С XII или с XIII века возделывалась также живопись на стекле, замечательные образцы которой, относящиеся к этому времени и к XIV столетию, то есть к цветущей поре готического стиля, представляют нам окна буржского, ле-манжского, шартрского, рейнского, руанского и турского соборов и парижской Сен-Шапель. Это составленные из небольших кусочков стекла изображения сцен священной истории, легендарных событий или отдельных фигур, исполненные ограниченным числом не смешанных, но ярких и глубоких по тону красок, и напоминающие собою ковры. Известно имя одного из мастеров витражного дела, художника начала XVI века из Страсбурга Валентина Буша.
Витражами украшались не только церковные или общественные постройки, но и жилые дома. Редким примером сохранившихся витражей на светский сюжет является витраж «Шахматисты», созданный около 1450 года. Он происходит из L’hôtel de la Bessée (резиденции старинного дворянского рода в городе Вильфранш-сюр-Сон) и содержит весьма двусмысленное изображение, возможно, связанное с трагической легендой из истории семьи.
В конце средних веков была сильно распространена во Франции живопись огнеупорными красками на эмали, ограничивавшаяся, однако, копированием попавшихся под руку чужестранных картин и лишь редко решавшаяся воспроизводить свои собственные композиции. Особенно процветала она в Лиможе, в XVI столетии, после того, как Франциск I основал там большую фабрику эмалевых изделий и занимал своими заказами её мастеров. По живописи в собственном смысле слова, стенной и станковой, художников было весьма мало даже в XVI столетии, а выдающихся между ними только двое — Жан Кузен и Франсуа Клуэ.

## XVI век: итальянское влияние
Недостаток в живописцах для украшения дворцов побуждал того же Франциска I приглашать к своему двору знаменитых итальянцев (Леонардо да Винчи, Андреа дель Сарто, Приматиччо). Они положили первое основание самостоятельной французской живописной школе, которая, однако, и в XVII столетии продолжала идти по стопам итальянской. Большого развития достигло искусство портрета в творчестве Жана и Франсуа Клуэ, Жоффруа Дюмустье, его сыновей Пьера, Этьена, Косма и его внука Даниеля Дюмустье, Марка Дюваля, Франсуа Кенеля. Самобытным было творчество Жана Дюве, знакомого с достижениями Ренессанса, но продолжавшего готическую традицию и сочетавшего её с достижениями маньеризма.
Придворный живописец Генриха IV Мартен Фремине, расписавший по королевскому повелению часовню замка Фонтенбло, следовал стилю Микеланджело; Валантен де Булонь старался походить на М.-А. да-Караваджо, Жак Бланшар изучил произведения Тициана, Симон Вуэ подражал светлой манере Гвидо Рени; Никола Пуссен и Клод Желе (К. Лоррен) обучались в Риме, где и провели большую часть своей жизни; образцом для Эсташа Лесюёра был Рафаэль.

## XVII век: королевские живописцы
Во Франции отход от Ренессанса начался довольно поздно, в отличие от Италии или Нидерландов. Поколение гениев во Франции закончилось в 1560-70-е, (Гужон умер в 1568, Приматиччо и Делорм в 1570), а возродилось лишь к концу 1620-х. В 1580-90-е гг. вообще прекратилось монументальное строительство, прекратила свою деятельность школа Фонтенбло, мастера мигрировали по стране или уезжали из неё. Вследствие слабости французской культуры усиливаются иноземные влияния, но в конце концов Франция не становится провинцией в культурном плане как та же Германия — уже во второй половине XVII века она занимает первое место.
Учреждённая при Мазарини парижская академия сделалась центром художественной деятельности и исходным пунктом направления, которого она неуклонно держалась в течение всего долгого царствования Людовика XIV. Все отрасли искусства централизовались. Шарль Лебрён, назначенный первым живописцем двора и главным руководителем всех работ по украшению королевских построек, собрал вокруг себя целый штат художников разной специальности — живописцев, скульпторов, чеканщиков, лепщиков, слесарей, позолотчиков и т. д. Среди них находились люди с весьма оригинальным дарованием, но все были принуждены работать по рисункам и указаниям своего начальника. Лебрён, талант которого состоял главным образом в легкости, с какой давались ему сочинение и исполнение больших и сложных картин, без сомнения, был способен к диктаторской власти, столь долго находившейся в его руках; но его сухая и холодная манера не могла сообщить особенной привлекательности и блеска несчётным картинам, написанным под его наблюдением в Версале, Лувре, Трианоне, в Мёдоннском дворце, дворце Марли и Венсенских дворцах.
После смерти Кольбера (1683), стали предпочитать Лебрёну Пьера Миньяра, свежий, приятный колорит которого сильно понравился при дворе. Миньяр украсил своей живописью мелкие покои в Версальском дворце и, после кончины Лебрёна, занял его пост.
Специфическое место занимает в искусстве этого времени творчество художников семьи Ленен (братья Антуан, Луи и Матьё). Они изображали сцены из крестьянской жизни и на религиозные сюжеты, в которые вкладывали искренние чувства и нетривиальные трактовки (например, в полотне «Ребёнок Иисус, стоящий на коленях перед орудиями Страстей»).
Только Франции удалось более-менее пережить кризис европейской культуры последней трети XVII века. В начале века искусство Франции закалялось под иноземными влияниями, в середине, заплатив дань барочной тенденции и внеся вклад в развитие второй — реалистической — линии, оно предложило третий путь — классицизм. Когда будущее Франции определилось как будущее всё же сословной монархии, когда Людовик XIV в 1661 году заявил, что он есть государство, тогда классицизм и утратил свою стилевую и идейную чистоту, вступил в контакт с барокко и был им поглощен.

## XVIII век
В конце XVII и в начале XVIII столетия французская школа не имела строго определённого, однообразного характера. Лоран де Ла Гир, Себастиан Бурдон, Ш. де ла Фосс, Ноэль Куапель и Антуан Куапель, Жак-Батист Корнель и Мишель Корнель, Бон Булонь, Луи де Булонь, Ж.-Б. Сантерр и др. подражали кто Пуссену, кто Шарль Лебрён или Миньяру.
Однако между царствованиями Людовика XIV и Людовика XV действовало несколько исторических живописцев, более вдумчивых и самостоятельных, чем их товарищи, каковы Жан Жувене, Никола Коломбель и Пьер Сюблейра, и немало слишком щеголеватых, но превосходных и для своего времени очень характеристичных портретистов, из которых достаточно будет указать на Клода Лефевра, Никола Ларжильера и Гиацинта Риго.
В середине XVIII столетия славилось семейство Ванло, в особенности братья Жан-Батист и Шарль (Карл Ванло). Усвоив себе в Италии манеру П. Берреттини, они, нисколько не справляясь с натурой, гнались только за приятностью и блестящим эффектом, и их направление, удовлетворявшее вкусу времени, вскоре превратилось, в работах Натье, Натуара, Буше и Фрагонара, в пристрастие к театральности, жеманству и слащавости.
Рядом с выродившейся таким образом исторической отраслью живописи развились другие её отрасли, перед тем мало занимавшие художников. Изящные картины Ватто и его последователей Ланкре и Патера, изображающие сцены из быта высших слоев общества, с костюмированными по театральному кавалерами и дамами, беседующими между собой, танцующими, развлекающихся музыкой и т. п. в роскошных парках или в красивых уголках сельской природы, возбуждали восторг в любителях искусства. В почёте у этих последних были также жанристы А. де Фавре и Жан-Батист Лепренс. Шарден, изображая сцены простонародного быта, кухни и предметы неодушевленной природы, создавал картины, не уступающие в достоинстве однородным с ними произведениям голландских мастеров. Депорт и Жан-Батист Удри с большим успехом писали сцены охоты и фигуры животных. Симон Лантара и Жозеф Верне высоко ценились, как пейзажисты и маринисты. В одно время с ними Грёз воспроизводил сцены семейной жизни среднего и мещанского сословий, с сентиментальностью и тенденциозностью, напоминающими умильные романы Дидро.

## Конец XVIII века — XIX век

### Три французские школы живописи
Взгляды тогдашнего общества, под влиянием энциклопедистов, изменились, и главное, что стало занимать его, были серьёзная история и вопросы лучшего устройства социальной жизни. Дух того времени отразился в работах Ж.-М. Вина и Ж.-Ф. Пейрона, явившихся подготовителями и предшественниками живописцев новой художественной эпохи, наступившей в конце XVIII века. В эту эпоху, три направления идей, исходивших каждое из особого источника, давали материал и содержание для французской живописи и породили три школы.

#### Классическая школа
Первая, так называемая «классическая» школа существовала приблизительно с 1780 по 1860 г. Основателем её был Жак Луи Давид, а продолжателями Гро, Герен, Жерар, Жироде-Триозон, Пьер-Луи Делаваль и Летьер; немного изменилась она при Энгре и окончилась с его последним учеником, Ипполитом Фландреном. Исходной её точкой была природа, но рассматриваемая не просто, а сквозь призму античных и подражающих античным новейших мастеров. Классическая древность, больше римская, чем греческая, и итальянское Возрождение, особенно флорентийское и римское, были областью, в которой эта школа вращалась; библейская история, легенды героической эпохи и христианства были её любимыми сюжетами. Пьер Поль Прюдон, хотя и образовался не в классической школе, однако близок к ней в своих картинах, напоминающих грацию, игру светотени и законченность Корреджо. Само собой разумеется, что важнейшие произведения классиков относились к исторической живописи, как к главной с точки зрения академии и ею поощряемой. Другие отрасли живописи были культивируемы в школе весьма умеренно; из художников, занимавшихся этими отраслями, выдаются жанристы Шарль Верне и Теодор Жерико, пейзажисты Тонне и Демарн, Жан-Луи, живописец животных Жак Раймон Браскасса и живописцы цветов Редуте и Сен-Жан.

#### Романтическая школа
Вторая школа, известная под названием «романтической», не пережила поколения, видевшего её возникновение, а именно существовала всего с 1828 по 1858 г. Выдвинули её вперед англичанин Боннингтон, голландец Ари-Шеффер, Эжен Делакруа и Поль Деларош, но вместе с ними же она сошла со сцены. И для этой школы точкой отправления служила природа, но подчиненная всецело индивидуальному воззрению художника и потому отражающая в себе произвол его фантазии. В начале романтическая школа почерпала для себя сюжеты только из истории и быта средних веков, но потом стала обращаться за ними также и к жизни последних трёх столетий, причём главной своей задачей считала соблюдение археологической точности в изображении малейших деталей. Пренебрегая академическим рисованием с натуры, романтики тем усерднее пустились изучать историю костюмов и превратили историческую живопись в пояснительное иллюстрирование повествований о былых временах и произведений старинных и новейших поэтов. Классицизм впадал в холодную красоту форм и в фарфоровую гладкость и бессилие прозрачных красок; романтизм страдал другими недостатками — поразительной странностью выбора сюжетов, пастозностью и небрежностью техники, которые привели его к падению. В противоположность историческому роду живописи, прочие её отрасли достигли в романтической школе небывалой важности и надолго завоевали себе расположение публики. Жилло Сент-Эвр, Леополь Робер, Декан, Камиль Рокплан, Эжен Изабе, Тони Жоанно, Диас, Эжен Лами и др. с большим успехом трудились по части исторического жанра, и некоторые из них превосходно писали также пейзажи, морские виды и картины с животными. Орас Верне, И. Белланже, Шарле и Огюст Раффе составили себе громкую известность изображением сражений и вообще военной жизни. Энергично исполненные, нередко весьма поэтичные пейзажи Каба, Т. Руссо, Марилья, Гюе и Жюля Дюпре оттесняют на второй план стилизованные и идеализированные произведения «исторических» пейзажистов, хотя в числе этих последних ещё встречались такие таланты, как Блез Десгоф, Алиньи, Жан-Виктор Бертен и Эдуард Бертен. Живопись морских и приморских видов удачно возделывали Гюден, Гарнере и Эжен Лепуатевен, а Браскасса и Сен-Жан приобрели доныне сохраняющуюся за ними известность — первый, как живописец животных, а второй, как мастер писать цветы.

#### Реалистическая школа
Третья, и самая новая, школа образовалась через соединение предшествовавших школ. Она стремится не улучшать, не идеализировать природу, а передавать её в характеристических чертах такой, какова она в действительности. Классической древностью, равно как и средними веками и эпохой Возрождения, интересуется она очень мало; её задача — изображать современность. Её называют «натуралистической» и «реалистической» школой, и она долго и невозбранно господствовала в живописи XIX столетия. О стильной исторической живописи в прежнем смысле слова, конечно, не могло быть и помина. Хотя Кабанель, Бодри, Бенувиль, Эбар, Жалабер, Жоббе-Дюваль, Густав Моро, Бугро, Эмиль Леви, Жюль Лефевр, Рибо, Эннер, Жан-Поль Лоран, Поль-Жозеф Блан и др. могут называться в некотором отношении историческими живописцами, однако значительное большинство их картин принадлежит к разряду жанров.
В этой области искусства новейшие французские живописцы достигли великолепных результатов, так как овладели всеми нужными для того средствами. Никогда ещё изучение и понимание нравов, обычаев, чувств и характеров людей недавнего и самого последнего времени не было так тонко, свободно и всесторонне, как теперь. Интересные и пикантные старинные и современные костюмы, особенности элегантного общества, проявления капризов моды, домашние мир и разлад, маленькие происшествия во время прогулок, в гостиницах и в кафе, веселое, комичное и типичное в быте разных стран — все это никто ещё не изучал так основательно, никто не наблюдал так зорко, никто не изображал так живо и мастерски, как новейшие французские жанристы.

##### Бытовой жанр
По части маленьких, тонко исполненных картин исторически-бытового содержания не имел соперников себе знаменитый Жан-Луи-Эрнест Месонье́; к нему в большей или меньшей степени примыкают Фовле, Шаве, Плассан, Фишель, Жюль Вормс и многие др. Их кабинетные картинки переносят зрителей в XVII и XVIII столетия, но некоторые из группы подобных жанристов, как, например, Шарль Конт, Джеймс Тиссо, Луи Лелуар и Адриен Моро, охотно обращались за сюжетами, кроме того, к истории средних веков и Возрождения и обрабатывали их оригинальным образом.

##### Античный жанр
Гюстав Буланже и Гектор Леру удачно соперничали с Жеромом в «античном жанре», введённом им во французское искусство и доныне возделываемом многими. Отраслью этого рода живописи надо считать «новопомпейский жанр», в котором особенно отличался Пьер-Поль Амон. В том же своеобразном роде работали Пику Изанбер и др. Тульмуш, Шаплен, Бонвен, Э. Фрер, Ж. Вибер и Ф. Жирар заслуженно получили известность, как наблюдательные и изящные изобразители быта высшего и среднего классов горожан.

##### Характерный жанр
Во главе живописцев деревенского быта и характерного жанра явились Жюль Бретон и Гюстав Брион, два необыкновенно талантливых, проникнутых теплым чувством рисовальщика, колориста и композитора. Кроме них, прекрасно воспроизводили жизнь поселян различных французских провинций Гюильмен, Ад. и Арм. Лелё, Гаффнер, П. Билле и др. Жанровые картины большого размера, а также большие пейзажи с животным стаффажем писали Гюстав Курбе и Франсуа Милле; их произведения доныне в большом почёте у публики за ярко выраженную в них любовь к природе и к меньшой братии, хотя у первого из этих художников техническая сторона исполнения посредственна. А. М. де Невиль, Ж. Дюпре, Э. Детайль и Проте — замечательные живописцы военной жизни, имеющие мало общего с прежними холодными баталистами, представляющие в своих картинах сражений не манекены в солдатском костюме, а мыслящих и чувствующих людей и составляющие из них сцены, нередко полные потрясающего драматизма.
Между жанристами, бравшими сюжеты для своих произведений из восточного быта, особенно выдаются Фромантен, Ш. Фрер, Бида, Пазини и Буно.

### Портретная живопись
Портретная живопись составляла предмет занятий многих художников, как сделавших её своею специальностью, так и обращавшихся к ней по временам от исторического рода и от жанра; произведения их по большей части отличаются вкусом постановки фигур и виртуозностью кисти, но редко передают не одну только внешность изображенных лиц, а также и их внутреннюю жизнь и тонкие черты их характера.

### Пейзажная живопись
Особенно сильно и оригинально развилась в новейшей Франции пейзажная живопись. Совершенно бросив прежнее направление, стремившееся к приукрашиванию природы по правилам стильной живописности, она стала искать только верного копирования действительности и внешнего истолкования её постоянного характера и случайных явлений. Франсе, Добиньи, Ксавье и Сезар де Коки, Эмиль Бретон, Камиль Бернье, Блен и др., трудясь в этом натуралистическом направлении, выказали каждый более или менее замечательный талант, и их картины, отличающиеся тонкой передачей воздушной перспективы, правдивостью общего и частностей, блеском красок и сочным письмом, по достоинству высоко ценятся любителями искусства.

### Импрессионисты
От этих художников значительно разнятся пейзажисты, идущие по стопам Коро и его последователей — Шентрейля, Декана и др., гнавшихся исключительно за схватыванием общего впечатления природы, жертвовавших для того обработкой частностей и позволявших себе упущения и переиначивания того, что наблюдено ими в действительности, и небрежность технического исполнения. Картины этих художников, получивших прозвание «импрессионистов», представляют собой скорее эскизы, чем оконченные произведения, что не мешает им пользоваться большим почётом в некоторой части публики. Живопись морских видов уже не занимала такого видного места во французском искусстве, как прежде.
Стремления импрессионистов, в особенности Мане, Бастьена Лепажа и Дега, привели к полному перевороту в трактовании света. Многим опостылело сосредоточенное освещение мастерских, и они пустились работать на открытом воздухе (пленеристы).

### Пейзажисты
Большие и маленькие пейзажи, в которых главную роль играют животные или, по крайней мере, животные составляют стаффаж, существенно важный для передачи эффектов освещения и для лучшего обозначения форм почвы и растительности, мастерски писали Констан Тройон, Роза Боннер и Палицци. Шарль Жак прославился своими изображениями различных пород домашней птицы, овечьих стад и овчарен. Собаки и кошки имели верного изобразителя их нравов в лице Эжена Ланбера.

### Жанр натюрморта
Живопись так называемой «мёртвой природы» — специальность Филиппа Руссо и Блеза Дегоффа — двух художников, совершенно противоположных по приёмам работы, но одинаково искусных. Наконец, по живописи цветов и плодов следует указать, как на самых даровитых мастеров того времени, на Шабаль-Дюссюржея, Фантен-Латура и Этьена Пти.

### Монументальный жанр
Пюви де Шаванн — своими фресками в парижском Пантеоне и другими работами — указал новый путь к монументальной декоративной живописи.

### Символизм
В своих картинах художники-символисты пытались отобразить существование каждой души — полное переживаний, рефлексий, неясных, смутных ощущений, тонких чувств и мимолётных впечатлений. Символизм делит мир на две части: мир вещей и мир идей. Символ — это условный знак, соединяющий эти миры в смысле, им порождаемом. В любом символе есть две стороны — означаемое и означающее. Вторая сторона повернута к ирреальному миру. Искусство — ключ к тайне. По мнению символистов, подлинное Бытие, «истинно-сущее» или Тайна — есть абсолютное, объективное начало, к которому принадлежат и Красота, и мировой Дух. См. также Модерн.
Основные представители живописи символизма во Франции — Гюстав Моро, Анри Фантен-Латур, Одилон Редон, Пюви де Шаванн, Эжен Каррьер, Эдгар Максенс, Элизабет Сонрель.